# 短偏顶蛤
短偏顶蛤（学名：Modiolus flavidus），是贻贝目壳菜蛤科偏顶蛤属的一种。主要分布于中国大陆、台湾，常栖息在潮下带75米以内。